# 横贯南极山脉
横贯南极山脉（英語：Transantarctic Mountains）是南极大陆的三个主要山脉之一。从维多利亚地延伸到威德尔海。山脉总长度3500公里，是地球上最长的山脉之一，该山脉将南极洲分为东部南极洲与西部南极洲。平均海拔达4,500米。山脉的支系有艾伯特王子山脉等。

## 历史
该山脉首先由詹姆斯·克拉克·罗斯发现。

## 外部連結
- Map of the Transantarctic Mountains （页面存档备份，存于）
- Transantarctic Mountains at Peakbagger.com （页面存档备份，存于）